# Mercedes-Benz G5
La Mercedes-Benz G5 (Geländewagen 5) era una autovettura per movimento fuoristrada e comando dell'esercito tedesco, adottata nel 1937 e prodotta in appena 378 esemplari. La sigla progettuale è W152.
Essa derivava da specifiche tedesche antecedenti all'avvento di Hitler, che vertevano sulla necessità di sviluppare un veicolo a trazione integrale, 4x4. Uno dei primi esempi di risposta fu il G1, costruito dal 1926 in pochi esemplari. Un veicolo a 3 assali, il G4 venne prodotto tra il 1933 e il 1934 in appena 57 esemplari, ma divenne noto per essere usato da Hitler come veicolo personale. Nonostante ciò, non era l'ideale, troppo pesante, troppo largo e troppo costoso e con un pessimo livello di mobilità fuoristrada.
Dopo queste esperienze si passò ad un veicolo a 2 assali sterzanti, il G5, ma nemmeno questo mezzo ebbe molto successo, tanto che solo alcuni dei non molti esemplari prodotti furono adottati dall'esercito tedesco; quest'ultimo gli preferì altri veicoli come lo Stoewer LEPKW.
Il veicolo di per sé si presentava come un mezzo convenzionale, assai moderno, con un abitacolo in tela ribaltabile e finestre laterali in plastica trasparente.
Furono costruiti 378 G5 tra il 1939 e il 1941, ma pochi furono usati dall'esercito. Qualcuna fu impiegata come veicolo per le comunicazioni da alcuni alti ufficiali ed esponenti di spicco del partito nazista.